# Croonsallee 40 (Mönchengladbach)

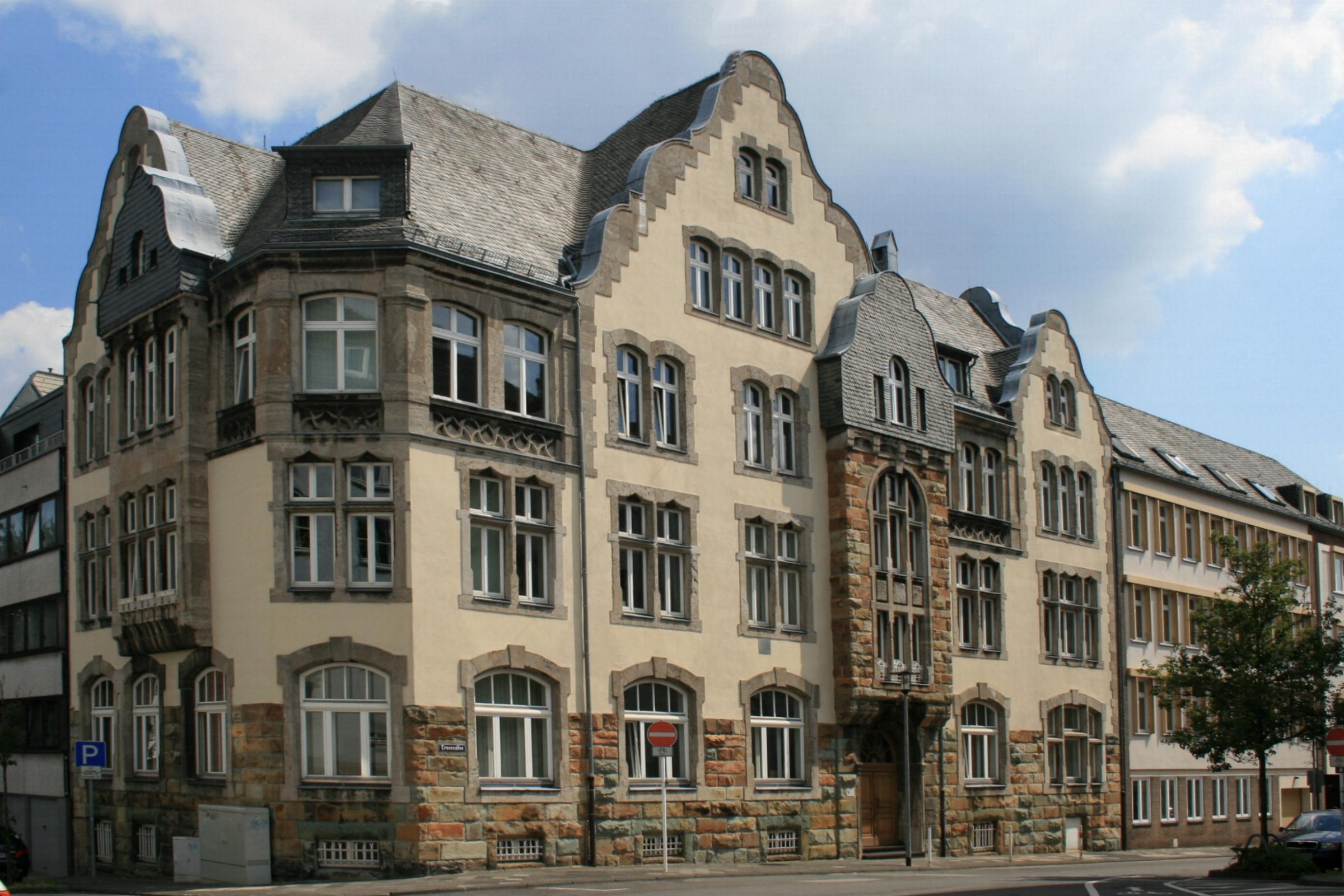
Verwaltungsgebäude (2010)

Das Verwaltungsgebäude Croonsallee 40 steht in Mönchengladbach (Nordrhein-Westfalen).
Das Haus wurde 1894 erbaut. Es ist unter Nr. C 003 am 14. Mai 1985 in die Denkmalliste der Stadt Mönchengladbach eingetragen worden.

## Architektur
Hierbei handelt es sich um ein in historischen Formen 1894 auf einem Eckgrundstück errichtetes Verwaltungsgebäude. Sechs breite Achsen liegen an der Croonsallee, an der Kaiserstraße drei Achsen, die Ecken einachsig abgeschrägt. Der Sockel des Gebäudes ist mit grobbehauenen Quadern verkleidet, sonst ist das Mauerwerk verputzt, während die Fenstergewände und sonstige Detailformen in Wandsteinen vorgesetzt wurden. Zur Croonsallee ist die Hauptform ein mehrfach gestufter drei Achsen breiter neubarocker Erker sitzt, den ein kleiner Giebel bekrönt.
Ein durchgehendes Fenster mit springenden Geschosshöhen sowie die Verkleidung des Erkers mit Grobquadern zeigt an, dass sich hier das Treppenhaus befindet. Die gleiche Staffelung von Giebeln tritt auch an der Fassade zur Kaiserstraße auf, jedoch hier auf zwei Achsen zusammengeschoben, der Erker gehört zu den Arbeitsräumen. Die rechte Achse der Fassade zur Croonsallee trägt ebenfalls einen Schweifgiebel, den niedrigsten der Dreiergruppe und ohne einen vorgesetzten Blendgiebel versehen.
Das Gebäude Croonsallee 40 ist aufgrund seiner Architektur ein anschauliches Beispiel für die Baugesinnung seiner Zeit und damit auch ein Dokument der baulichen Entwicklung von Mönchengladbach. Seine Erhaltung liegt aus wissenschaftlichen, insbesondere architekturgeschichtlichen und städtebaulichen Gründen im öffentlichen Interesse.